# 2. česká hokejová liga 2007/2008
2. česká hokejová liga v sezóně 2007/2008 byla 15. ročníkem samostatné třetí nejvyšší české soutěže v ledním hokeji.

## Fakta
- 15. ročník samostatné třetí nejvyšší české hokejové soutěže
- V kvalifikaci o 1. ligu uspěly týmy HC Chrudim a HC Benátky nad Jizerou a postoupily tak do 1. ligy.
- Do krajských přeborů sestoupily týmy: UHK Lev Slaný, TJ Sršni Kutná Hora a SK Karviná. Nově postupující do 2. ligy: HC Břeclav, HC Strakonice a SKLH Žďár nad Sázavou.
- Prodeje licencí na 2. ligu: HC Strakonice do HC Česká Lípa, HC Blansko do Valašský hokejový klub a HK Kroměříž do HC Trutnov

### Systém soutěže
Soutěž byla rozdělena na tři skupiny podle geografické polohy, a to západní, střední a východní. Každé z těchto skupin se účastnilo 12 týmů. Základní část čítající 34 kol měla dvě fáze. V té první se týmy v rámci skupin utkaly každý s každým dvakrát (22 kol). Ve druhé fázi se sudé týmy ze skupiny západ utkaly se všemi lichými týmy ze skupiny střed dvoukolově, sudé týmy ze skupiny střed s lichými ze skupiny západ taktéž dvakrát. Sudé týmy skupiny východ se dvakrát utkaly s lichými celky v rámci východní skupiny. Druhá fáze měla tedy 12 kol.

#### Play off a kvalifikace o 1. ligu
Po základní části přišlo na řadu play-off, do kterého postupovalo z každé skupiny 8 nejlepších týmů, přičemž skupiny západ a střed měly play off společné. Skupina východ měla pouze play off v rámci skupiny. Veškeré série play off se hrály na 3 vítězná utkání.
Ve společném play off skupin západ a střed nejprve přišlo na řadu osmifinále, kde čekal první tým skupiny západ osmý tým skupiny střed, první tým skupiny střed osmý tým skupiny západ, druhý tým skupiny západ sedmý tým skupiny střed, atd. Vítězové osmifinále postoupili do čtvrtfinále, z něhož vedla cesta pro nejlepší 4 celky do semifinále. Dva vítězové semifinále postoupili do kvalifikace o účast v 1. lize.
Play off skupiny východ bylo podobné. Vítěz skupiny východ ve čtvrtfinále narazil na osmý tým skupiny východ, druhý na sedmý, atd. Vítězové čtvrtfinále postoupili do semifinále, ze kterého vedla cesta pro dva nejúspěšnější celky do finále. Vítěz finále postoupil do kvalifikace o účast v 1. lize.
Tříčlenná kvalifikace o účast v první lize se hrála dvoukolově každý s každým (celkem tedy 6 kol - jeden tým měl v každém kole volno). První dva celky kvalifikace přímo postoupily dalšího ročníku 1. ligy. Třetí celek zůstal ve druhé lize.

#### Sestupy
Tři dvanácté celky jednotlivých skupin po základní části přímo sestoupily do krajských přeborů.

## Skupina západ
| Poř. | Tým                        | Zápasů | Výhry | Výhry v prodloužení | Remízy | Porážky v prodloužení | Porážky | Skóre   | Body |
| ---- | -------------------------- | ------ | ----- | ------------------- | ------ | --------------------- | ------- | ------- | ---- |
| 1.   | HK Rokycany                | 34     | 22    | 1                   | 4      | 2                     | 5       | 132:78  | 74   |
| 2.   | HC Klášterec nad Ohří      | 34     | 16    | 3                   | 5      | 4                     | 6       | 130:94  | 63   |
| 3.   | HC Děčín                   | 34     | 17    | 2                   | 4      | 2                     | 9       | 130:92  | 61   |
| 4.   | HC Řisuty                  | 34     | 18    | 0                   | 2      | 1                     | 13      | 124:101 | 57   |
| 5.   | HC Vlci Jablonec nad Nisou | 34     | 14    | 1                   | 5      | 1                     | 13      | 122:122 | 50   |
| 6.   | HC Klatovy                 | 34     | 12    | 1                   | 4      | 2                     | 15      | 117:115 | 44   |
| 7.   | HC Baník Sokolov           | 34     | 12    | 1                   | 2      | 1                     | 18      | 115:128 | 41   |
| 8.   | HC Junior Mělník           | 34     | 11    | 2                   | 1      | 1                     | 19      | 103:144 | 39   |
| 9.   | HC Stadion Litoměřice      | 34     | 9     | 0                   | 3      | 1                     | 21      | 91:147  | 31   |
| 10.  | HC Roudnice nad Labem      | 34     | 7     | 1                   | 3      | 0                     | 23      | 104:164 | 26   |
| 11.  | HC Kobra Praha             | 34     | 5     | 2                   | 2      | 3                     | 22      | 96:160  | 24   |
| 12.  | UHK Lev Slaný              | 34     | 5     | 1                   | 0      | 1                     | 27      | 82:206  | 18   |

## Skupina střed
| Poř. | Tým                          | Zápasů | Výhry | Výhry v prodloužení | Remízy | Porážky v prodloužení | Porážky | Skóre   | Body |
| ---- | ---------------------------- | ------ | ----- | ------------------- | ------ | --------------------- | ------- | ------- | ---- |
| 1.   | HC Benátky nad Jizerou       | 34     | 28    | 1                   | 0      | 0                     | 5       | 182:65  | 86   |
| 2.   | HC Chrudim                   | 34     | 25    | 3                   | 2      | 0                     | 4       | 160:63  | 83   |
| 3.   | IHC Písek                    | 34     | 22    | 1                   | 3      | 0                     | 8       | 125:74  | 71   |
| 4.   | HC Milevsko                  | 34     | 21    | 1                   | 0      | 2                     | 10      | 130:89  | 67   |
| 5.   | HC Tábor                     | 34     | 16    | 5                   | 2      | 0                     | 11      | 130:96  | 60   |
| 6.   | HC Spartak Pelhřimov         | 34     | 18    | 0                   | 3      | 2                     | 11      | 154:121 | 59   |
| 7.   | NED Hockey Nymburk           | 34     | 15    | 1                   | 0      | 0                     | 18      | 97:111  | 47   |
| 8.   | HHK Velké Meziříčí           | 34     | 14    | 0                   | 3      | 0                     | 17      | 104:137 | 45   |
| 9.   | HC VHS Benešov               | 34     | 13    | 0                   | 2      | 1                     | 18      | 111:128 | 42   |
| 10.  | TJ SC Kolín                  | 34     | 12    | 0                   | 2      | 3                     | 17      | 109:143 | 41   |
| 11.  | KLH Vajgar Jindřichův Hradec | 34     | 9     | 1                   | 3      | 2                     | 19      | 96:131  | 34   |
| 12.  | TJ Sršni Kutná Hora          | 34     | 10    | 1                   | 1      | 0                     | 22      | 100:135 | 33   |

## Společné play off skupin západ a střed

### Osmifinále
- HK Rokycany - HHK Velké Meziříčí 1:3 (2:3 SN, 5:1, 2:3, 2:6)
- HC Klášterec nad Ohří - NED Hockey Nymburk 2:3 (2:3, 3:2, 1:3, 2:1 P, 4:5)
- HC Děčín - HC Spartak Pelhřimov 3:0 (5:0, 6:4, 5:2)
- HC Řisuty - HC Tábor 3:2 (2:1 P, 2:3 P, 3:2 SN, 2:3 P, 3:2)
- HC Benátky nad Jizerou - HC Junior Mělník 3:0 (7:3, 8:1, 7:5)
- HC Chrudim - HC Baník Sokolov 3:0 (6:3, 5:3, 4:2)
- IHC Písek - HC Klatovy 3:1 (2:1 P, 4:1, 0:4, 4:2)
- HC Milevsko - HC Vlci Jablonec nad Nisou 3:1 (4:2, 7:1, 3:5, 2:0)

### Čtvrtfinále
- HC Benátky nad Jizerou - HHK Velké Meziříčí 3:2 (6:5 SN, 3:4, 3:4 P, 3:2 P, 4:1)
- HC Chrudim - NED Hockey Nymburk 3:0 (9:2, 4:2, 8:3)
- IHC Písek - HC Řisuty 1:3 (1:3, 2:1, 1:3, 2:4)
- HC Děčín - HC Milevsko 0:3 (1:2, 2:5, 1:2)

### Semifinále
- HC Benátky nad Jizerou - HC Řisuty 3:1 (3:4, 4:1, 11:1, 3:1)
- HC Chrudim - HC Milevsko 3:1 (8:0, 3:4 SN, 2:0, 4:2)

Týmy Benátek a Chrudimi postoupily do kvalifikace o účast v 1. lize.

## Skupina východ
| Poř. | Tým                  | Zápasů | Výhry | Výhry v prodloužení | Remízy | Porážky v prodloužení | Porážky | Skóre   | Body |
| ---- | -------------------- | ------ | ----- | ------------------- | ------ | --------------------- | ------- | ------- | ---- |
| 1.   | SHK Hodonín          | 34     | 21    | 3                   | 2      | 0                     | 8       | 120:74  | 71   |
| 2.   | HK Nový Jičín        | 34     | 22    | 1                   | 1      | 2                     | 8       | 135:84  | 71   |
| 3.   | HC Zubr Přerov       | 34     | 19    | 2                   | 1      | 2                     | 10      | 110:85  | 64   |
| 4.   | HC Blansko           | 34     | 17    | 1                   | 1      | 4                     | 11      | 99:87   | 58   |
| 5.   | HC Technika Brno     | 34     | 18    | 0                   | 3      | 0                     | 13      | 131:102 | 57   |
| 6.   | HC Valašské Meziříčí | 34     | 14    | 5                   | 2      | 2                     | 11      | 118:100 | 56   |
| 7.   | HC Šternberk         | 34     | 15    | 2                   | 0      | 4                     | 13      | 119:126 | 53   |
| 8.   | HC Slezan Opava      | 34     | 13    | 0                   | 4      | 1                     | 16      | 97:108  | 44   |
| 9.   | HC Orlová            | 34     | 11    | 2                   | 2      | 1                     | 18      | 100:127 | 40   |
| 10.  | HC Uničov            | 34     | 11    | 2                   | 0      | 0                     | 21      | 112:134 | 37   |
| 11.  | HK Kroměříž          | 34     | 7     | 2                   | 0      | 4                     | 21      | 90:133  | 29   |
| 12.  | SK Karviná           | 34     | 7     | 0                   | 2      | 0                     | 25      | 79:150  | 23   |

## Play off skupiny východ

### Čtvrtfinále
- SHK Hodonín - HC Slezan Opava 3:2 (5:4, 3:4, 3:1, 2:3 SN, 3:2)
- HK Nový Jičín - HC Šternberk 3:0 (6:1, 3:1, 5:4 P)
- HC Zubr Přerov - HC Valašské Meziříčí 3:1 (5:0, 3:1, 1:3, 4:3)
- HC Blansko - HC Technika Brno 0:3 (1:5, 4:6, 3:4 P)

### Semifinále
- SHK Hodonín - HC Technika Brno 0:3 (3:5, 3:5, 1:4)
- HK Nový Jičín - HC Zubr Přerov 1:3 (1:2 SN, 3:4, 3:2, 5:6 SN)

### Finále
- HC Zubr Přerov - HC Technika Brno 1:3 (2:3, 1:6, 2:1 SN, 2:5)

Tým Techniky Brno postoupil do kvalifikace o účast v 1. lize.

## Kvalifikace o 2. ligu
- Přeborníci Karlovarského a Plzeňského krajského přeboru se z finančních důvodů vzdali účasti. Přebory kraje Vysočina a Olomouckého kraje se nehrály a týmy startovaly v sousedních přeborech.

### Čechy

#### Skupina A
| Poř. | Tým                                                          | Zápasů | Výhry | Remízy | Porážky | Skóre | Body |
| ---- | ------------------------------------------------------------ | ------ | ----- | ------ | ------- | ----- | ---- |
| 1    | HC Strakonice (přeborník Jihočeského krajského přeboru)      | 6      | 4     | 1      | 1       | 20:18 | 9    |
| 2    | HC Příbram (přeborník Středočeského krajského přeboru)       | 6      | 4     | 0      | 2       | 32:17 | 8    |
| 3    | HC Bohemians Praha (přeborník Pražského přeboru)             | 6      | 3     | 0      | 3       | 30:24 | 6    |
| 4    | VTJ Ještěd Liberec (přeborník Libereckého krajského přeboru) | 6      | 0     | 1      | 5       | 21:44 | 1    |

- Tým Strakonic postoupil do dalšího ročníku 2. ligy.

#### Skupina B
| Poř. | Tým                                                                      | Zápasů | Výhry | Remízy | Porážky | Skóre | Body |
| ---- | ------------------------------------------------------------------------ | ------ | ----- | ------ | ------- | ----- | ---- |
| 1    | SKHL Žďár nad Sázavou (přeborník Pardubického krajského přeboru)         | 4      | 2     | 1      | 1       | 18:18 | 5    |
| 2    | HC Nové Město nad Metují (přeborník Královéhradeckého krajského přeboru) | 4      | 2     | 1      | 1       | 16:11 | 5    |
| 3    | HC Bílina (přeborník Ústeckého krajského přeboru)                        | 4      | 1     | 0      | 3       | 16:21 | 2    |

- O první pozici rozhodly vzájemné zápasy.
- Tým Žďáru nad Sázavou postoupil do dalšího ročníku 2. ligy.

### Morava

#### Skupina C
| Poř. | Tým                                                           | Zápasů | Výhry | Remízy | Porážky | Skóre | Body |
| ---- | ------------------------------------------------------------- | ------ | ----- | ------ | ------- | ----- | ---- |
| 1.   | HC Břeclav (přeborník Jihomoravského krajského přeboru)       | 4      | 3     | 0      | 1       | 22:6  | 6    |
| 2.   | HC Kopřivnice (přeborník Moravskoslezského krajského přeboru) | 4      | 3     | 0      | 1       | 17:5  | 6    |
| 3.   | HC Uherské Hradiště (přeborník Zlínského krajského přeboru)   | 4      | 0     | 0      | 4       | 3:31  | 0    |

- O první pozici rozhodly vzájemné zápasy.
- Tým Břeclavi postoupil do dalšího ročníku 2. ligy.